# Shanghai Rolex Masters 2018
Shanghai Rolex Masters 2018 — тенісний турнір, що проходив на кортах з твердим покриттям у місті Шанхай, КНР з 8 жовтня. Належав до категорії ATP World Tour Masters 1000.

## Фінальна частина

### Одиночний розряд
Новак Джокович —  Борна Чорич 6–3, 6–4

### Парний розряд
Лукаш Кубот /  Марсело Мело —  Джеймі Маррей /  Бруно Соарес 6–4, 6–2